# Lov na osumljenca (TV-serija)
Lov na osumljenca (izvirno Person of Interest) je ameriška kriminalistična dramska serija, ki se predvaja na televiziji CBS od 22. septembra 2011. Temelji na scenariju, ki sta ga napisala J. J. Abrams in Jonathan Nolan. Govori o skrivnostnem milijarderju (Michael Emerson), ki s pomočjo bivšega agenta CIE (Jim Caviezel) preprečuje nasilne zločine v New Yorku. Pomagata pa jima še detektiva Lionel Fusco (Kevin Champan) in Joss Carter (Taraji P. Henson). CBS je 14. marca 2012 serijo potrdil za drugo sezono, ki se je začela 27. septembra 2012. V tej drugi sezoni je serija postala najhitrejše rastoča serija, saj jo je v povprečju gledalo kar slabih 3 milijonov več gledalcev kot prvo. Ameriška televizijska postaja CBS je 27. marca 2013 potrdila, da se bo v jeseni 2013 začela trejta sezona serije.
Serijo je v Slovenijo pripeljal POP TV, in sicer v torek, 20. marca 2012, ob 22.30. Prva sezona se je končala 28. avgusta 2012.

## Zgodba
Spremljali bomo novo napeto nanizanko. Nekdanjemu agentu CIE Johnu Reesu skrivnostni milijarder g. Finch nekega dne ponudi nenavadno nalogo. Po terorističnem napadu na New York je Finch za ameriško vlado razvil program, ki je sposoben napovedovati teroristične grožnje. Spotoma je odkril, da lahko s programom napove tudi umore in identitete "nepomembnih" ljudi, ki naj bi jih umorili. Fincheva naloga torej je, da prepreči "nepomembne" zločine, še preden se ti zgodijo.

## Pregled sezon
| Sezona | Sezona | Št. epizod | Prvo predvajanje v ZDA (CBS) | Prvo predvajanje v ZDA (CBS) | Prvo predvajanje v Sloveniji (POP TV) | Prvo predvajanje v Sloveniji (POP TV) |
| Sezona | Sezona | Št. epizod | Premiera sezone              | Finale sezone                | Premiera sezone                       | Finale sezone                         |
| ------ | ------ | ---------- | ---------------------------- | ---------------------------- | ------------------------------------- | ------------------------------------- |
|        | 1      | 23         | 22. september 2011           | 17. maj 2012                 | 20. marec 2012                        | 28. avgust 2012                       |
|        | 2      | 22         | 27. september 2012           | 9. maj 2013                  | /                                     | /                                     |
|        | 3      | 22 ali 23  | 24. september 2013           | /                            | /                                     | /                                     |

## Nagrade
| Leto | Nagrade                | Kategorija                       | Prejemniki in nominiranci | Izid      |
| ---- | ---------------------- | -------------------------------- | ------------------------- | --------- |
| 2012 | People's Choice Awards | Najljubša nova dramska TV-serija | Lov na osumljenca         | Osvojil/a |